# Textilszobrászat
A textilszobrászat művészeti alkotások készítése textilanyagok újrafelhasználásával, keményítésével és egyéb adalékanyagok segítségével.

## Története
A textilszobrászat története visszavezethető a különböző ruházatok keményítése mellett, a textilek ruha-, és lakásdíszként történő felhasználásához. A kreatív díszítés egyik módja a kikeményített textilek alkalmazása. A kreatív technikákban mai napig használják ezeket az eljárásokat kisebb dísztárgyak szilárddá tételére. Pl. ruhadíszek, textilvirágok, csipketojás, csipketál, textil karácsonyfa díszek.
Az alábbi keményítési technikákat ismerjük: cukros víz, ragasztó, hajlakk, textil- és étkezési keményítő, keményítőspray. Ezek a keményítési technikák azonban nem hoznak végleges merevséget. A nedves, párás levegő hatására elveszítik tartásukat. 
A keményítés mellett a 17. századi barokk öltözködésben felfedezhető egy másik technika a ruhák, textilek tartásának javítására. A díszes körgallérokat, magas fejfedőket, parókákat és női szoknyákat töméssel, náddal és drótszállal erősítették meg.
Az 1970-es években új művészeti irányzatként létrejön a textilművészet. 
Gecser Lujza szizál motringok, szövedékek műgyantával történő keményítésével rögzített tipikus „textilmagatartásokat”.
A textilszobrászat Josefine de Roode holland művész által kifejlesztett technikával újult meg. Az új textilszobrászati technika új lehetőséget adott a képzőművészek kezébe. Szobrokat, dekorációkat készíthetnek vele művészek, hobbialkotók egyaránt.

## A technika
Egy drótváz, egy használt póló és alufólia segítségével egyedi műalkotások hozhatóak létre. Ehhez szükség van egy levegőre száradó speciális keményítő és ragasztó anyagra, melyet textil, papír, száraz-virágok, selyem, puha bőr, gipsz, fa, kerámia, kő és egyéb természetes anyagra lehet felhordani, lehetőleg gyors száradási idővel, könnyen kezelhető módon. A szobor kültérivé válik olaj-, akrilfesték vagy lakk felvitele után.
Kiegészítő technikaként a festészet egyes területein is megjelenik.

## Alkotók és díjak
- Pungor R. Dóra[4] 2012 az NKOM nívódíja